# Ide Júdzsi
Ide Júdzsi (japánul: 井出 有治, átírással: Ide Yūji; Szaitama, 1975. január 21. –) japán autóversenyző, 2003 és 2005 között a Formula–Nippon-ban, 2006-ban a Formula–1-ben, a Super Aguri csapatnál versenyzett, de a kiszámíthatatlan vezetése miatt négy futam után az FIA visszavonta a szuperlicencét.
Ide a négy futamos Formula–1-es karrierje után visszatért a Formula Nippon sorozatba.

## Pályafutása

### Korai karrierje

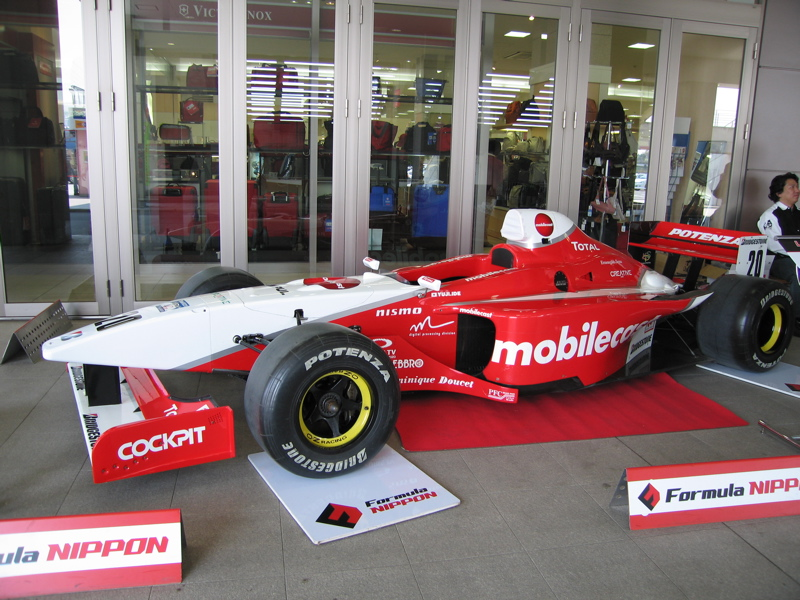
Ide Formula–Nippon-os autója 2005-ben

Ide 1990-ben gokartozni kezdett. 1991-ben megnyerte a kategória Nemzetközi Kantou kupáját. 1992-ben a második volt a keleti Kantou gokartbajnokságban és megnyerte a Japán Nemzeti SS Stock Class GP-t. A következő évben az összjapán gokart sorozat Formula A osztályában versenyzett, ezután a japán Formula–3-ba szerződött.
1999-ben második volt a japán GT bajnokság klasszikus GT300 osztályában és megnyerte a Formula Dream sorozatot. 2002-ben Ide csatlakozott a Francia Formula–3 sorozathoz, amelyben hetedik helyen végzett. A következő évben, 2003-ban, a japán Formula–Nippon bajnokságba szerződött és szintén a hetedik helyen végzett. 2004-ben a harmadik helyre várta magát a Super Endurance verseny  3. osztályában, végül győzött. 2005-ben az összetett második helyen végzett a Formula Nippon-ban.

### A Formula–1-ben
Ide 2006-ban, 31 évesen debütált a Formula–1-ben akkor bemutatkozó Super Aguri csapat versenyzőjeként. Egy sajtóközlemény szerint korábbról már ismerte Szuzuki Agurit, a Super Aguri főnökét, aki teljesen japán csapatot akart létrehozni a Formula–1-ben
A bemutatkozó versenyén, Bahreinben Ide nem volt messze csapattársától, Szató Takumától, ám később feladta a versenyt. A következő nagydíjon, Malajziában 33 kör után esett ki.

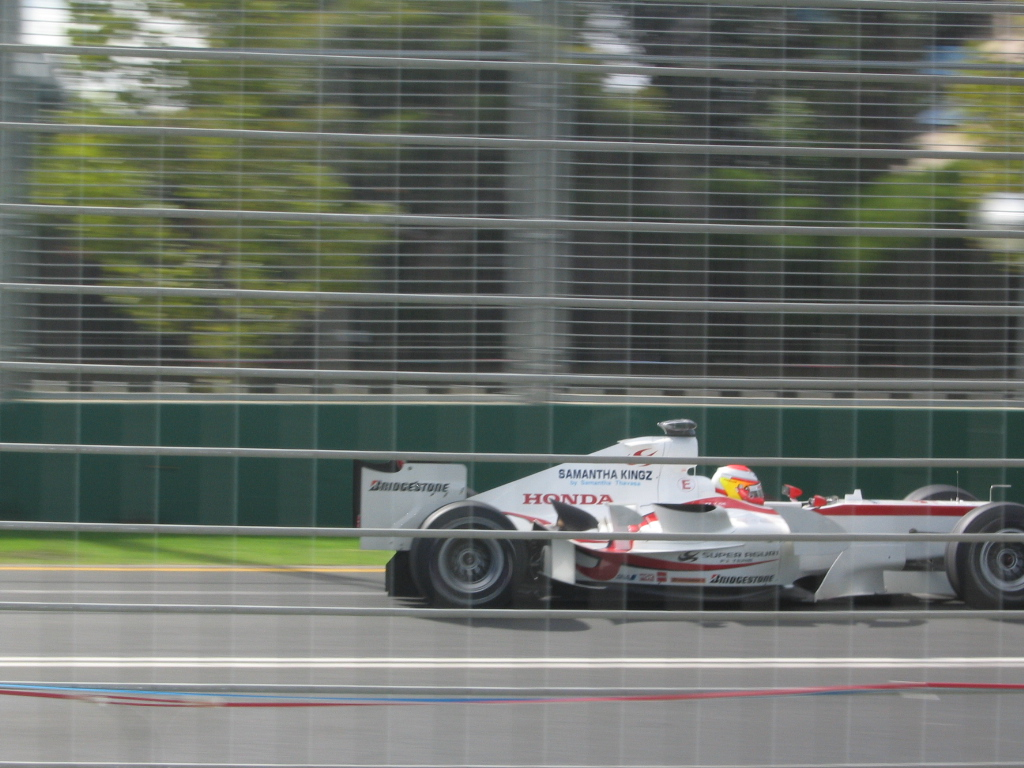
Ide Judzsi a Super Agurival a 2006-os ausztrál nagydíjon

A harmadik versenye nagyon gyengén sikerült: azzal vádolták, hogy az időmérő edzésen feltartotta Rubens Barrichellót, aki így csak a 16. helyről indulhatott. A futamot a 13. helyen, két kör hátrányban fejezte be. A hétvége során sokszor pördült meg vagy csúszott ki. Szuzuki Aguri csapatfőnök nyilatkozta, hogy nem lesz biztos helye a csapatban, ha nem javul a teljesítménye.
Imolában az első körben ütközött Christijan Albersszel, aki ennek következtében többször átfordult, mielőtt fejjel lefelé megállt volna. Ide figyelmeztetést kapott a versenybíróktól az esetért. Sokan elfogadták, hogy a baleset nem teljesen az ő hibája volt, hiszen a Super Aguri csapat erőltetett felkészülése során szinte egyáltalán nem tudott tesztelni az autóval.
2006. május 4-én, az európai nagydíj előtt a Super Aguri csapat bejelentette, hogy Idét elbocsátják, és helyére a Renault korábbi tesztpilótáját, Franck Montagnyt ültetik. Május 10-én az FIA visszavonta Ide szuperlicencét, ami azt jelentette, hogy 2006-ban többet nem vezethetett Formula–1-es autót.

### Újra alacsonyabb osztályokban
2006 júliusában bejelentették, hogy Ide a Formula Nippon bajnokság utolsó hat fordulójában a Team Dandelion Racing színeiben fog versenyezni, azzal a céllal, hogy növelje versenyzői tapasztalatát. 2006-ban a Super GT sorozat International Pokka 1000km fordulóján, Szuzukában indult a Nismo versenyzőjeként a 23-as rajtszámú Nissanban. A verseny során bokszutca áthajtásos büntetést kapott, miután összeütközött Micuszada Hidetosi 55-ös számú autójával; Ide azonban a csapatával való kommunikációs félreértés miatt figyelmen kívül hagyta a büntetést, ami a csapat kizárását eredményezte a versenyből.
2007-ben maradt a Formula Nipponban Szuzuki Aguri csapatánál, az Autobacs Racing Team Aguri (ARTA)-nál. A szezonbeli legjobb helyezése egy harmadik hely volt, amelyet az ötödik fordulóban szerzett Szuzukában. Ide harmadik versenyzőként 2007-ben is indult az ARTA színeiben az International Pokka 1000km-en, ahol a csapat a második helyen végzett az összesítésben, a nagy  ballasztsúlyból következő hátrány ellenére.
2008-ban és 2009-ben a Team Kunimitsu, majd 2010-ben az ARTA versenyzőjeként teljesített teljes szezonokat a Super GT-ben. Megnyerte a 2010-es Pokka GT Summer Special-t, azt megelőzően második lett a 2008-as versenyen. 2008-ban és 2010-ben a Formula Nipponban is teljes szezonokat teljesített, de csak három alkalommal szerzett pontot. Az ezt követő négy év során csak egy versenyen indult, a 2013-as 500 km-es Fuji GT1-en, ahol az ötödik pozícióban zárta a GT300-as kategóriát. 2015-ben aztán visszatért és a 18-as rajtszámú Toyota 86 MC volánja mögé ült a szezonra a Team Up Garage with Bandoh csapatánál, a csapattársa Júki Nakajama volt. A legjobb eredményüket Autopolisban aratták egy 9. hely formájában, a szezon során összesen 2 pontot szerzett a csapat. 2016-ban ismét ülés nélkül maradt, 2017-ben és 2018-ban azonban a 117-es rajtszámú Elcar Bentley TTO csapatánál versenyzett Szakagucsi Rjóhei csapattársaként, egy Bentley Continental GT3-mal, pontot nem sikerült szerezniük a két esztendő során. 2020-ban a Super Taikyu sorozatban teljesített teljes szezont, és bajnoki címet szerzett az ST-TCR kategóriában Uemacu Tadaó és Kavabata Sintaró csapattársaként a Floral Racing with Uematsu Honda Civic Type R TCR-ével.

## Teljes Formula–1-es eredménysorozata
(Táblázat értelmezése)

(Félkövér: pole-pozícióból indult; dőlt: leggyorsabb kört futott) 

| Év   | Csapat      | 1      | 2      | 3      | 4      | 5   | 6   | 7   | 8   | 9   | 10  | 11  | 12  | 13  | 14  | 15  | 16  | 17  | 18  | Helyezés | Pont |
| ---- | ----------- | ------ | ------ | ------ | ------ | --- | --- | --- | --- | --- | --- | --- | --- | --- | --- | --- | --- | --- | --- | -------- | ---- |
| 2006 | Super Aguri | BHR Ki | MAL Ki | AUS 13 | SMR Ki | EUR | ESP | MON | GBR | CAN | USA | FRA | GER | HUN | TUR | ITA | CHN | JPN | BRA | 25.      | 0    |